# Piolenc
Piolenc [pjɔlɛ̃k] est une commune française située dans le département de Vaucluse, en région Provence-Alpes-Côte d'Azur.
La ville est membre de la fédération des sites Clunisiens.

## Géographie
Piolenc est située dans la vallée rhodanienne, à 6 km au nord d'Orange et à 4 km au sud du village de Mornas.
| Mornas                                                  |            | Uchaux |
|                                                         | Piolenc    |        |
| Saint-Etienne-des-Sorts (Gard) Le Rhône Chusclan (Gard) | Caderousse | Orange |

### Relief et géologie
La plaine alluvionnaire du Rhône occupe la plus grande partie du territoire de la commune. On y trouve des anciennes gravières, sur l'Ile aux Rats.
Des collines de calcaire gréseux, datant du crétacé supérieur, riches en fossiles donnent du relief à l'ouest. Les trois points culminants sont les Valbonnettes (139 m), le Paty (159 m) ou encore les Cargaules (119 m). Ces collines sont recouvertes de forêts, majoritairement composées de chênes-verts et d'épineux, sur leurs versants est, et présentent des falaises à stratifications obliques sur leur partie ouest.

### Hydrographie
Le Rhône, canalisé et doté de canaux de dérivation depuis 1974 par la Compagnie nationale du Rhône, passe en bordure de commune qu'il délimite à l'ouest. Son ancienne gravière a été reconvertie en plan d'eau de loisirs, sur une surface de 75 hectares, Li Piboulo. La plaine du Rhône est quadrillée de mayres.
L'Aygues (ou Eygues), qui se jette dans le Rhône au sud-ouest, délimite la commune au sud.
Le Rieu du Foyro (appelé aussi le Gourd), autre affluent du Rhône, traverse le village. Sa gestion était assurée jusqu'en 2004 par le syndicat intercommunal du bassin versant, regroupant les communes de Piolenc, Uchaux, et Bollène. À la même date, l'ensemble des syndicats gérant les cours d'eau ont été dissous.
L'ancien canal de Pierrelatte passe dans la commune, au sud immédiat du massif d'Uchaux.
À la suite des crues de 2003 qui avaient touché le Sud de la Provence, il a rapidement été envisagé de rendre à la plaine de Piolenc-Mornas son statut d'origine de plaine inondable, en l'utilisant comme déversoir lors de crues annoncées, afin d'épargner les agglomérations situées en aval, plus peuplées. Toutefois, ce projet a fait l'objet d'un rejet par la majorité de la population, et est actuellement en suspens,.
L'eau potable provient de la nappe phréatique du réseau alluvionnaire du bassin d'Orange, dont la station de pompage est située dans la commune voisine de Mornas,.

### Climat
Pour des articles plus généraux, voir Climat de Provence-Alpes-Côte d'Azur et Climat de Vaucluse.
En 2010, le climat de la commune est de type climat méditerranéen franc, selon une étude du Centre national de la recherche scientifique s'appuyant sur une série de données couvrant la période 1971-2000. En 2020, Météo-France publie une typologie des climats de la France métropolitaine dans laquelle la commune est exposée à un climat méditerranéen et est dans la région climatique  Provence, Languedoc-Roussillon, caractérisée par une pluviométrie faible en été, un très bon ensoleillement (2 600 h/an), un été chaud (21,5 °C), un air très sec en été, sec en toutes saisons, des vents forts (fréquence de 40 à 50 % de vents > 5 m/s) et peu de brouillards. 
Pour la période 1971-2000, la température annuelle moyenne est de 13,9 °C, avec une amplitude thermique annuelle de 17,7 °C. Le cumul annuel moyen de précipitations est de 762 mm, avec 5,9 jours de précipitations en janvier et 3 jours en juillet. Pour la période 1991-2020, la température moyenne annuelle observée sur la station météorologique de Météo-France la plus proche, « Orange », sur la commune d'Orange à 6 km à vol d'oiseau, est de 14,8 °C et le cumul annuel moyen de précipitations est de 719,6 mm. 
La température maximale relevée sur cette station est de 42,7 °C, atteinte le 22 août 2023 ; la température minimale est de −14,5 °C, atteinte le 10 février 1956,,. 
| Mois                                  | jan.             | fév.             | mars            | avril         | mai            | juin           | jui.            | août           | sep.           | oct.          | nov.            | déc.             | année      |
| ------------------------------------- | ---------------- | ---------------- | --------------- | ------------- | -------------- | -------------- | --------------- | -------------- | -------------- | ------------- | --------------- | ---------------- | ---------- |
| Température minimale moyenne (°C)     | 2,1              | 2,4              | 5,3             | 7,9           | 11,9           | 15,6           | 18              | 17,7           | 14             | 10,6          | 6               | 2,8              | 9,5        |
| Température moyenne (°C)              | 6,2              | 7,2              | 10,8            | 13,6          | 17,7           | 21,9           | 24,5            | 24,2           | 19,7           | 15,4          | 10,1            | 6,7              | 14,8       |
| Température maximale moyenne (°C)     | 10,3             | 11,9             | 16,2            | 19,3          | 23,6           | 28,1           | 31,1            | 30,8           | 25,5           | 20,3          | 14,2            | 10,6             | 20,2       |
| Record de froid (°C) date du record   | −13,4 07.01.1985 | −14,5 10.02.1956 | −9,7 02.03.05   | −3,2 08.04.21 | 1,3 04.05.1979 | 5,7 04.06.1984 | 9,5 12.07.1993  | 8,3 29.08.1974 | 3,1 30.09.1974 | −1,6 30.10.12 | −5,8 28.11.05   | −14,4 28.12.1962 | −14,5 1956 |
| Record de chaleur (°C) date du record | 20,5 10.01.15    | 23,9 27.02.19    | 27,2 21.03.1990 | 31,2 24.04.07 | 34,5 31.05.01  | 41,2 28.06.19  | 40,7 26.07.1983 | 42,7 22.08.23  | 35,8 04.09.16  | 31,8 08.10.23 | 24,6 03.11.1970 | 20,2 24.12.1983  | 42,7 2023  |
| Précipitations (mm)                   | 54,8             | 36,6             | 44,5            | 63            | 60,1           | 37,4           | 38,4            | 40,2           | 105,3          | 94,5          | 96,6            | 48,2             | 719,6      |

| Diagramme climatique                                  |             |             |           |              |              |            |              |             |              |           |             |
| J                                                     | F           | M           | A         | M            | J            | J          | A            | S           | O            | N         | D           |
| 10,32,154,8                                           | 11,92,436,6 | 16,25,344,5 | 19,37,963 | 23,611,960,1 | 28,115,637,4 | 31,11838,4 | 30,817,740,2 | 25,514105,3 | 20,310,694,5 | 14,2696,6 | 10,62,848,2 |
| Moyennes : • Temp. maxi et mini °C • Précipitation mm |             |             |           |              |              |            |              |             |              |           |             |

Les paramètres climatiques de la commune ont été estimés pour le milieu du siècle (2041-2070) selon différents scénarios d'émission de gaz à effet de serre à partir des nouvelles projections climatiques de référence DRIAS-2020. Ils sont consultables sur un site dédié publié par Météo-France en novembre 2022.

## Urbanisme

### Typologie
Au 1er janvier 2024, Piolenc est catégorisée bourg rural, selon la nouvelle grille communale de densité à sept niveaux définie par l'Insee en 2022.
Elle appartient à l'unité urbaine de Piolenc, une agglomération intra-départementale regroupant deux  communes, dont elle est ville-centre,,. Par ailleurs la commune fait partie de l'aire d'attraction d'Orange, dont elle est une commune de la couronne,. Cette aire, qui regroupe 10 communes, est catégorisée dans les aires de 50 000 à moins de 200 000 habitants,.

### Occupation des sols
L'occupation des sols de la commune, telle qu'elle ressort de la base de données européenne d’occupation biophysique des sols Corine Land Cover (CLC), est marquée par l'importance des territoires agricoles (54,9 % en 2018), en diminution par rapport à 1990 (62,8 %). La répartition détaillée en 2018 est la suivante : 
zones agricoles hétérogènes (39 %), forêts (25,1 %), cultures permanentes (13,7 %), zones urbanisées (10,7 %), eaux continentales (6,4 %), terres arables (2,1 %), zones industrielles ou commerciales et réseaux de communication (1,1 %), mines, décharges et chantiers (1 %), milieux à végétation arbustive et/ou herbacée (0,8 %). L'évolution de l’occupation des sols de la commune et de ses infrastructures peut être observée sur les différentes représentations cartographiques du territoire : la carte de Cassini (XVIIIe siècle), la carte d'état-major (1820-1866) et les cartes ou photos aériennes de l'IGN pour la période actuelle (1950 à aujourd'hui).

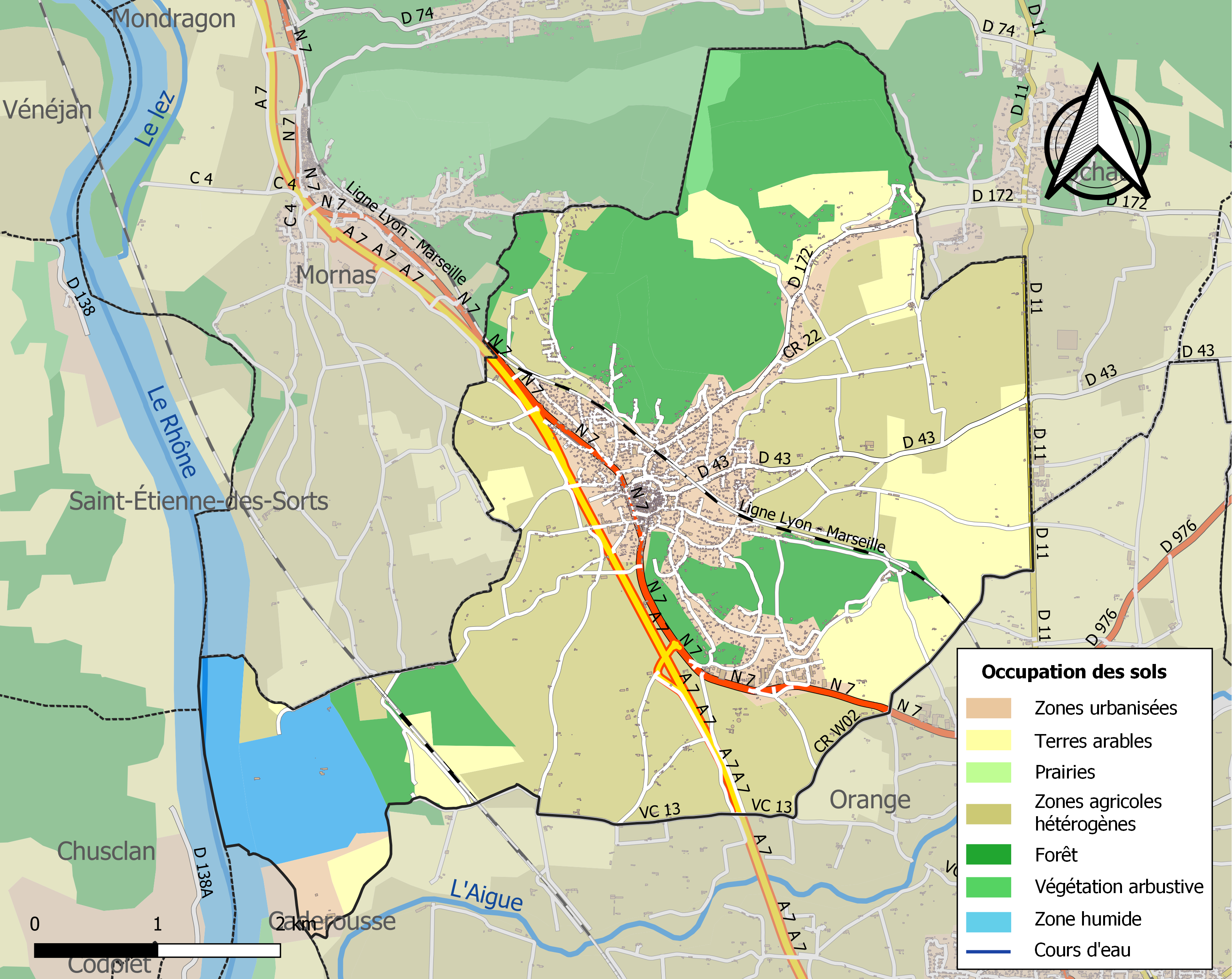
Carte des infrastructures et de l'occupation des sols de la commune en 2018 (CLC).

### Voies de communication et transports
La commune est traversée en son centre par la Nationale 7, portant le nom d'avenue de Provence dans le centre du village, et impose le respect des règles de priorité à droite pour l'ensemble des rues et ruelles débouchant sur cet axe.
À l'ouest immédiat du centre, l'autoroute A7 comporte un échangeur d'entrée (échangeur Orange-Nord) permettant de rallier le Sud. Plus à l'ouest, la ligne de TGV Méditerranée, située en zone inondable, s'intercale avec les rives du Rhône, dont la commune est limitrophe.
Piolenc possède une gare SNCF désaffectée sur la ligne de Paris-Lyon à Marseille-Saint-Charles, qui la contourne à son est.

## Toponymie
Attestée sous la forme Poiodolen en 998.
Connue sous le nom latin de Podiolanum, l'étymologie de Piolenc est attribuée à Odilon. Le nom est composé de Podium, signifiant puy, pieu, le « pio », c'est-à-dire le sommet, et Odolinum, pour Odilon, abbé de Cluny au moment où la seigneurie passe dans le domaine de cette abbaye.
Par la suite, on relève Podioleno (XIe siècle), puis Piolene ou Piolen, et depuis 1789 : Piolenc.

## Histoire

### Préhistoire et Antiquité
Les fouilles de la station des Rochers ont mis en évidence un habitat assez important avec des fonds de cabanes, de la poterie et une industrie lithique et osseuse développée. Un abri sous roche a livré une sépulture où avaient été déposées des poteries, des haches et des pointes de flèches.

### Moyen Âge
L'histoire de Piolenc pendant la période carolingienne est peu connue. En 843, avec le traité de Verdun, le village, comme le reste de la Provence, la Bourgogne et la Savoie, est rattaché au royaume de Lothaire Ier. Des invasions sarrasines, il ne subsiste guère que la toponymie, avec le quartier des Moricauds. Les premières traces remontent à 994-1002, lorsque le compte Roubaud, frère de Guillaume II et premier comte du Venaissin, cède la moitié de l'oppidum situé au centre du village, à la place de l'actuelle église Saint-Pierre, à l'ordre de Cluny, représenté par Odilon de Mercœur,. Le château fort est rebaptisé « Est castrum quod nominatur Podium Odolinum ... », et déclaré prieuré en 1037,.
En 1016, Benoît VIII en appelle aux évêques de Provence pour défendre les propriétés convoitées par les seigneurs locaux, dont Piolenc.
En 1266, le prieur de Piolenc conclut un traité de paréage avec le comte de Toulouse : en échange de sa protection et de la moitié du droit d'albergue du Comte, il lui abandonne la moitié de ses revenus
À la fin du XIIe siècle, le Prieuré est en phase de déclin, moral et financier. Rattaché à la commende de Saint-Saturnin-du-port, il y est rapporté des disputes entre un moine et le neveu du prieur, ainsi que l'absence de missel et bréviaire.
En 1274, le territoire de la commune, tout comme l'ensemble du Comtat Venaissin, est cédé au pape Grégoire X par le Roi de France, Philippe III le Hardi.
En 1339, l'accès du prieuré, en commende, est interdit aux visiteurs. Il est pris en mains par le Cardinal de Montolieu, qui est loué pour sa bonne gestion.
En 1378, le prieuré de Piolenc est rattaché au collège Saint-Martial d'Avignon, afin que celui-ci, fondé par Jacques de Cozan, puisse dégager les revenus suffisants pour entretenir ses étudiants, et plus tard, à partir de 1382, payer la pension annuelle de 450 florins de son nouveau maitre, le cardinal d'Albano,.

### Temps modernes
Sous le règne de Charles IX, le village fut attaqué à plusieurs reprises, et ravagé ou dominé au moins par deux fois lors des guerres de Religion. La première fois par les religionnaires en 1562 lors de batailles menées par le baron des Adrets, et qui donna lieu à la prise du château de Mornas, et au massacre d'une partie de ses habitants. Puis l'année suivante, par le capitaine pontifical Fabrice Serbelloni,.
Le lignite a été pendant longtemps exploitée sur le territoire de la commune qui compte quatre-vingt-cinq entrées de mines datant du XVIIe au XIXe siècle. Pour éviter tout accident, leur accès est interdit par arrêté municipal. Certaines galeries se développent sur plusieurs kilomètres. Leur hauteur n'excède que peu souvent le mètre et leurs voûtes se sont effondrées en maints endroits.
Au XVIIIe, les vignerons du village durent faire prendre un décret par le Conseil de Ville interdisant leur cueillette dans les vignes pendant la floraison.

### Révolution française et Empire
Dépendante du Comtat Venaissin, Piolenc en partage le sort : elle subit la disette de 1789, et comme toutes les communes de l'enclave des Papes, est rattachée à la France en 1791.
Le 12 août 1793 est créé le département de Vaucluse, constitué des districts d'Avignon et de Carpentras, mais aussi de ceux d'Apt et d'Orange, qui appartenaient aux Bouches-du-Rhône, ainsi que du canton de Sault, qui appartenait aux Basses-Alpes.

### Époque contemporaine
Sur la commune furent exploitées, au XIXe siècle, deux carrières prolongées par des galeries souterraines creusées dans le sable. Jean-Pierre Locci, dans son ouvrage L'exploitation des ressources minérales en Vaucluse, a publié deux cartes postales montrant une usine de « tamiserie mécanique de sable blanc », et des cavages. Dans ces réseaux, qui s'étalent sur deux à trois étages séparés par 10 centimètres de sable, les galeries sont souvent ovoïdes et directement taillées dans le sable. Il n'y a que quelques rares effondrements. Ce lieu où n'existe aucune protection n'est presque pas dégradé en dépit des visites.
Le 26 août 1944, la Résistance, avec l'aide d'une patrouille américaine, prit d'assaut le château de Crochans où s'était réfugié un détachement allemand. Après un long engagement les 180 soldats se rendirent avec un important matériel.

## Politique et administration

### Liste des maires
| Période                                  | Période      | Identité        | Étiquette                             | Qualité |
| ---------------------------------------- | ------------ | --------------- | ------------------------------------- | --- |
| mai 1929                                 | octobre 1947 | Romuald André   |                                       | |
| octobre 1947                             | mars 1965    | Sidoine Clément |                                       | Entrepreneur |
| mars 1965                                | 1974         | Michel Barthou  |                                       | |
| 1974                                     | mars 1983    | Claude Parjadis |                                       | |
| mars 1983                                | juin 1995    | Albert Barthou  | RPR                                   | |
| juin 1995                                | En cours     | Louis Driey     | RPR puis UMP puis LS Actuellement SE. | Cadre ASF retraité 4e vice-président de la CC Aygues Ouvèze en Provence Suppléant du député Jacques Bompard (2012 → 2017) |
| Les données manquantes sont à compléter. |              |                 |                                       | |

### Intercommunalité
Piolenc fait partie de la communauté de communes Aygues Ouvèze en Provence avec six autres communes : Camaret-sur-Aigues, Sainte-Cécile-les-Vignes, Sérignan-du-Comtat, Travaillan, Uchaux et Violès. Celle-ci a été créée le 31 décembre 1992.

### Finances communales
| Taxe                                                | Part communale | Part intercommunale | Part départementale | Part régionale |
| --------------------------------------------------- | -------------- | ------------------- | ------------------- | -------------- |
| Taxe d'habitation (TH)                              | 11,55 %        | 0,00 %              | 7,55 %              | 0,00 %         |
| Taxe foncière sur les propriétés bâties (TFPB)      | 21,27 %        | 0,00 %              | 10,20 %             | 2,36 %         |
| Taxe foncière sur les propriétés non bâties (TFPNB) | 56,43 %        | 0,00 %              | 28,96 %             | 8,85 %         |
| Taxe professionnelle (TP)                           | 00,00 %        | 17,55 %             | 13,00 %             | 3,84 %         |

La part régionale de la taxe d'habitation n'est pas applicable.
La taxe professionnelle est remplacée en 2010 par la cotisation foncière des entreprises (CFE) portant sur la valeur locative des biens immobiliers et par la contribution sur la valeur ajoutée des entreprises (CVAE) (les deux formant la contribution économique territoriale (CET) qui est un impôt local instauré par la loi de finances pour 2010).

### Jumelages
La ville de Piolenc est jumelée avec  Kirchheim am Neckar (Allemagne).

## Population et société

### Démographie
Ses habitants sont appelés les Piolençois, Piolençoises Le nom officiel n'est pas toujours utilisé, et les variantes Piolencois, Piolencoises sont courants, tout comme la forme Piolenois, Piolenoises.
L'évolution du nombre d'habitants est connue à travers les recensements de la population effectués dans la commune depuis 1793. Pour les communes de moins de 10 000 habitants, une enquête de recensement portant sur toute la population est réalisée tous les cinq ans, les populations de référence des années intermédiaires étant quant à elles estimées par interpolation ou extrapolation. Pour la commune, le premier recensement exhaustif entrant dans le cadre du nouveau dispositif a été réalisé en 2005.

En 2022, la commune comptait 5 679 habitants, en évolution de +10,25 % par rapport à 2016 (Vaucluse : +1,73 %, France hors Mayotte : +2,11 %).
| 1793  | 1800  | 1806  | 1821  | 1831  | 1836  | 1841  | 1846  | 1851  |
| ----- | ----- | ----- | ----- | ----- | ----- | ----- | ----- | ----- |
| 1 575 | 1 632 | 1 688 | 1 831 | 2 033 | 1 900 | 1 911 | 1 954 | 1 997 |

| 1856  | 1861  | 1866  | 1872  | 1876  | 1881  | 1886  | 1891  | 1896  |
| ----- | ----- | ----- | ----- | ----- | ----- | ----- | ----- | ----- |
| 2 123 | 2 188 | 2 017 | 1 961 | 1 975 | 1 904 | 1 820 | 1 785 | 1 687 |

| 1901  | 1906  | 1911  | 1921  | 1926  | 1931  | 1936  | 1946  | 1954  |
| ----- | ----- | ----- | ----- | ----- | ----- | ----- | ----- | ----- |
| 1 596 | 1 562 | 1 586 | 1 452 | 1 441 | 1 542 | 1 480 | 1 447 | 1 701 |

| 1962  | 1968  | 1975  | 1982  | 1990  | 1999  | 2005  | 2006  | 2010  |
| ----- | ----- | ----- | ----- | ----- | ----- | ----- | ----- | ----- |
| 1 868 | 2 184 | 2 594 | 3 259 | 3 830 | 4 296 | 4 445 | 4 495 | 5 006 |

| 2015  | 2020  | 2022  | - | - | - | - | - | - |
| ----- | ----- | ----- | - | - | - | - | - | - |
| 5 083 | 5 465 | 5 679 | - | - | - | - | - | - |

La population de Piolenc connait un fort déclin à partir de 1861, où elle culmine à 2 188 habitants. L'agriculture a connu plusieurs crises successives et rapprochées qui détournent les habitants de la terre, et conduisent à un exode vers les villes accompagnées d'une chute du taux de la natalité.
En 1856, la région connait des épidémies de pébrine et de flacherie, qui ruinent les magnaneries du village. En 1870, la crise de la garance affecte les agriculteurs qui perdent leurs débouchés avec la fermeture des usines de transformation des villages voisins, et en 1876, survient l'épidémie de phylloxéra, qui détruit les vignes du village. La valeur des terres chute, et un cercle vicieux s'instaure : en raison de l'émigration, il n'y a plus assez de bras pour effectuer les récoltes. Le village mettra un siècle avant de retrouver un niveau de population équivalent, puis verra celle-ci doubler en quarante ans.

### Manifestations culturelles et festivités

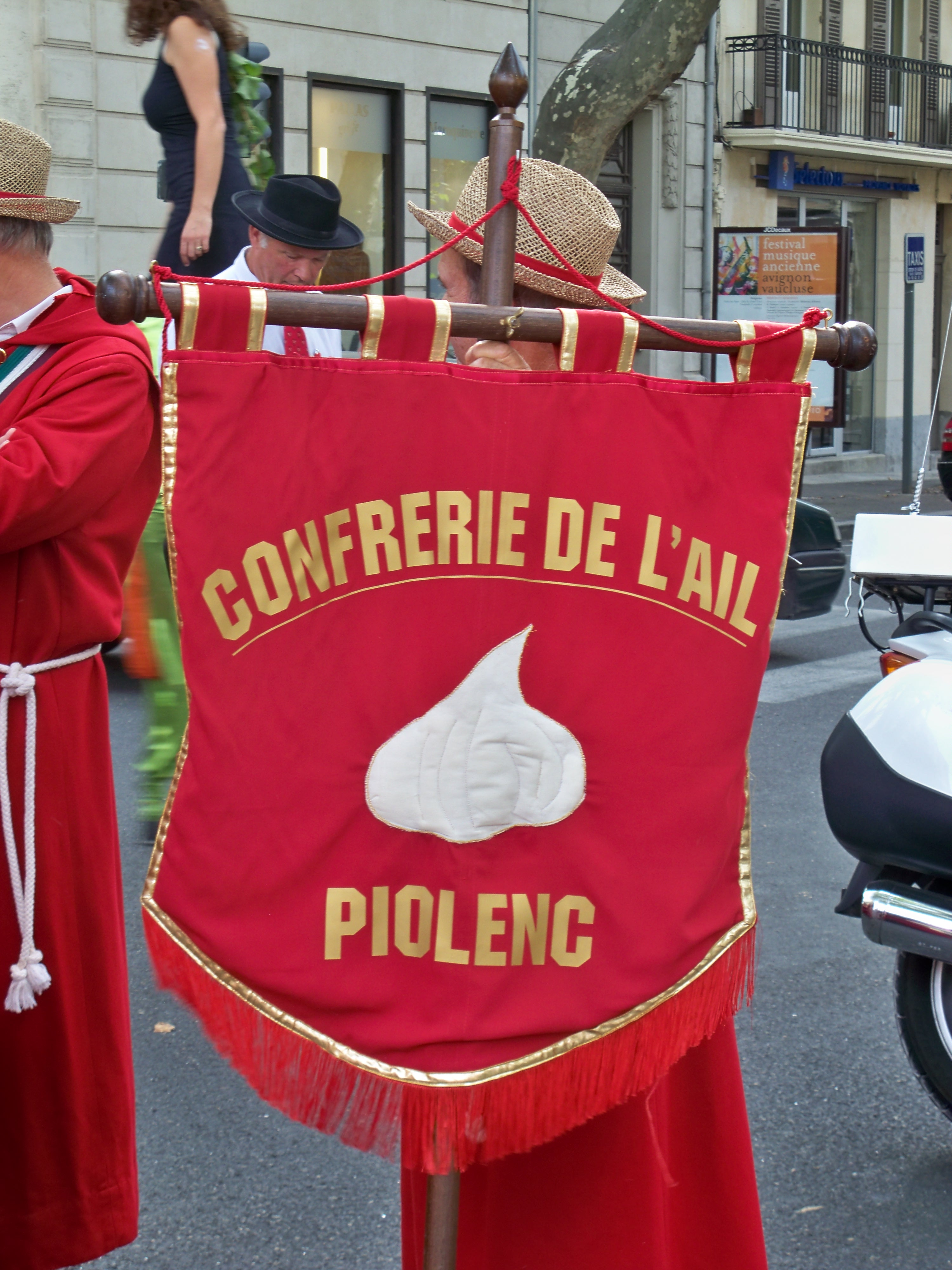
Bannière de la Confrérie de l'ail de Piolenc.

Animations estivales. Marché tous les lundis matin.
- Le festival culturel et folklorique de l'ail se déroule chaque année le dernier week-end d'août. Initialement créé par une équipe de bénévoles en 1979, il est organisé depuis par la commission des fêtes de la commune qui regroupe des élus et des bénévoles. Son point fort est la synergie des associations locales qui sont invitées à participer aux défilés. À noter le rôle de la confrérie de l'ail dans la traditionnelle cérémonie d'intronisation. Cette association qui existe depuis près de vingt ans et qui fait la promotion de l'ail tout au long de l'année a naturellement trouvée sa place dans ce festival.

### Enseignement
- École maternelle et primaire privée « Les Jardins », fondée en 1904.
- École maternelle « Marcel-Pagnol » et Écoles primaires publiques « La Rocantine » et « Joliot-Curie »[54]. Les élèves sont ensuite inscrits au collège Jean-Giono à Orange[55] puis, au lycée polyvalent régional de l'Arc, toujours à Orange[56],[57].
- Crèche « Les Gribouillis ».
- Bibliothèque municipale à l'Acampado.

### Sports et loisirs
- Clubs de VTT, football, tennis, judo, karaté, tir à l'arc, etc.
- Centre de Loisirs Plein Soleil
- Randonnées pédestres. Équitation.
- Maison des Jeunes de Piolenc
- Animations Nature

### Santé
On trouve sur le territoire de la commune sept docteurs, deux pharmacies, deux dentistes, un laboratoire d'analyses et une sage-femme.

### Cultes
La paroisse catholique fait partie du diocèse d'Avignon, doyenné d'Orange Bollène.

### Écologie et recyclage
La collecte et le traitement des déchets des ménages et déchets assimilés, la gestion de l'assainissement collectif, la lutte contre les nuisances sonores, le contrôle de la qualité de l'air et la protection, et la mise en valeur de l'environnement font partie des compétences de la communauté de communes Aygues Ouvèze en Provence.
Déchetterie (la Gravière).

## Économie
Les emplois, salariés ou non, présents dans la commune, relèvent du secteur agricole pour 9 %, de l'industrie ou de la construction pour 30 %, et du secteur tertiaire pour le solde, soit 61 %.
Zone artisanale du Crépon Sud dans laquelle on trouve plusieurs PME/PMI. Dans le passé, la commune avait un patrimoine industriel significatif  (Accumulateurs Clément, Fargas).

### Énergie
La ville possède la plus grande centrale solaire photovoltaïque flottante d'Europe (puissance crête cumulée : 17 MW), mise en service en 2019. Ses 47 040 panneaux photovoltaïques (17 ha, soit l'équivalent de 23 terrains de football) sont installés sur des flotteurs sur un lac artificiel de 50 hectares (ancienne carrière dont les berges étaient jugées trop dangereuses pour l’aménagement d’une base nautique), ce qui permet de refroidir les panneaux et d'en augmenter le rendement de 5 % à 10 %. L'installation est gérée par l'entreprise Akuo Energy qui estime qu'elle alimente l'équivalent de 4 973 foyers en électricité. Une partie du financement est de type participatif,.

### Tourisme
Entre le Rhône, les Dentelles de Montmirail, le Mont Ventoux et Avignon, à proximité de riches terroirs viticoles, la commune vit aussi du tourisme.

### Agriculture

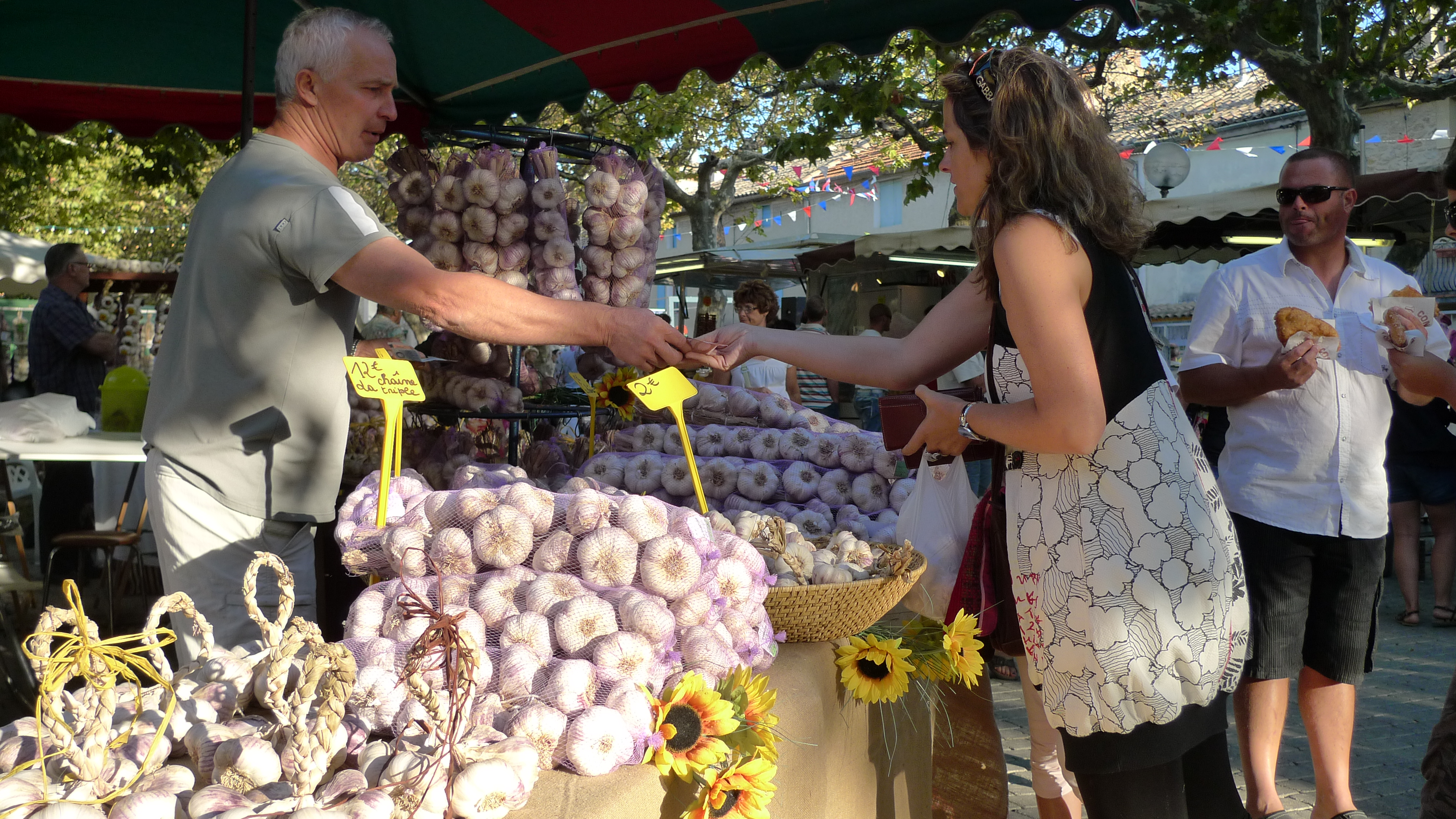
Fête de l'ail de Piolenc.

À l'instar du reste de la France, le nombre d'exploitations agricoles est en constante décroissance, passant de 74 en 1998 à 28 en 2010.
La viticulture est l'une des principales activités agricoles de la ville de Piolenc, avec le maraîchage et l'arboriculture. Le vignoble produit des vins classés en côtes-du-rhône. Les vins qui ne sont pas en appellation d'origine contrôlée peuvent revendiquer, après agrément, le label vin de pays de la Principauté d'Orange.
Un concours des vins a lieu chaque année sous la direction de l'association « piolenc-Millésimes » www.piolenc-concours-vins.com.
La dominante du reste de la production agricole est l'ail provençal, à ce titre la commune s'est désignée comme la capitale de cet ail.
Les activités traditionnelles de sériciculture et plantation de sorgho, destiné à la fabrication de balais, très présentes au XXe siècle, ont totalement disparu.

## Culture locale et patrimoine

### Lieux et monuments

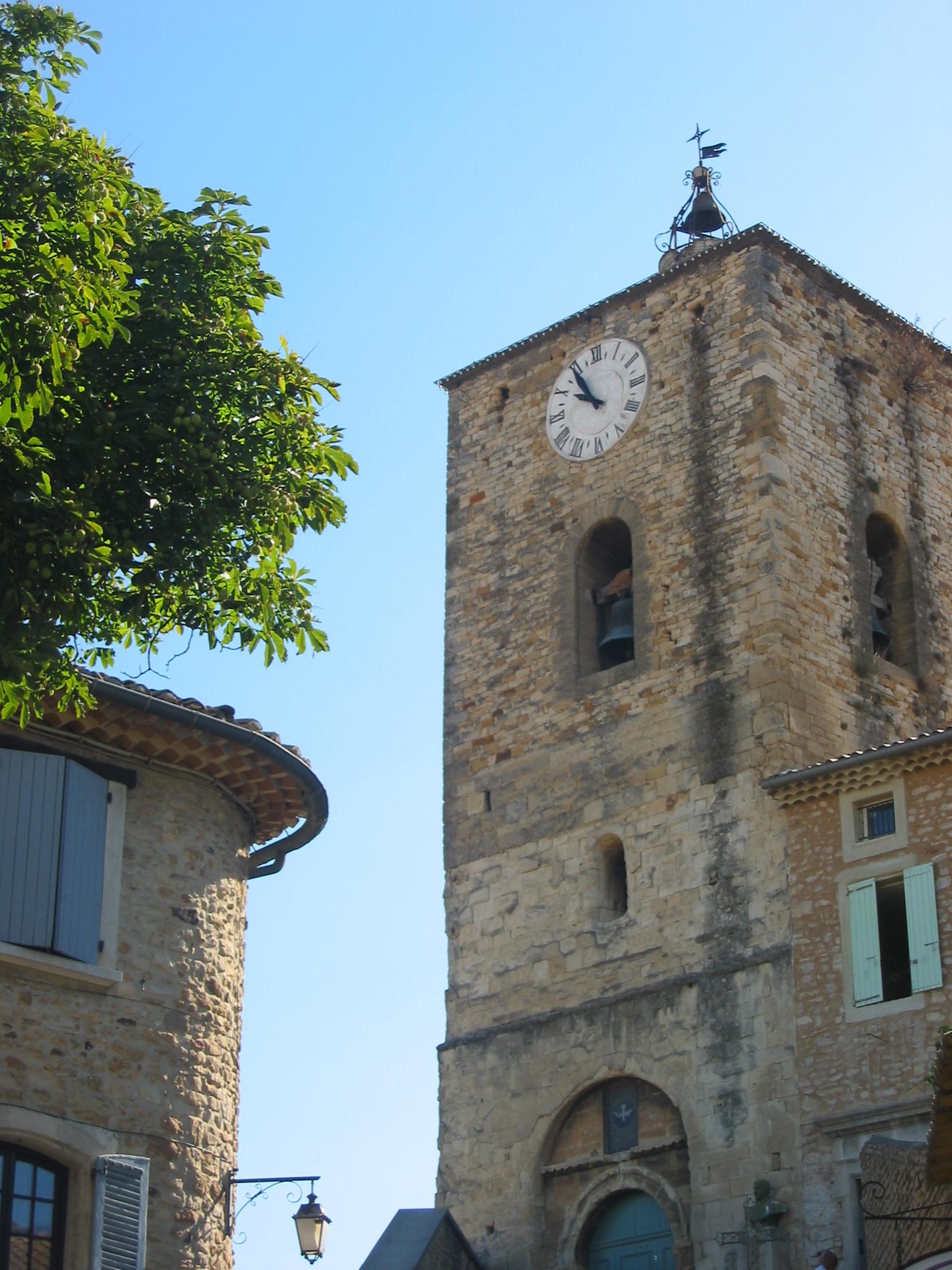
Église clunisienne Saint-Pierre - Piolenc.

- Église Saint-Pierre, église clunisienne du XIe siècle (Inscription aux monuments historiques par arrêté du 17 septembre 1997)[65].
- Cours Corsin, place centrale du village avec une fontaine du XIXe siècle à Quatre vasques surmontée d'une amphore (la fontaine des Quatre Bourneu).
- Chapelle des Pénitents blancs[66].
- Château de Beauchêne.
- Château de Crochans (Inscription aux monuments historiques par arrêté du 4 juillet 2003)[67],[68], appelé plus communément "Château de Piolenc", du nom de la famille des marquis éponymes qui l'ont occupé de 1806 jusqu'à peu avant sa revente en 1994 à la famille Grüss. La nouvelle appellation "Château du Cirque", inscrite sur le portail du Parc, n'est pas encore passée dans le langage courant[69].
- Lavoir de la place du Planet[70] Cours des Marronniers.
- Espace Acampado (maison des associations).
- Monument aux morts[71],[72].

#### Musées
- Musée, parc et château du Cirque National Alexis-Grüss[73].
- Jusqu'en février 2021 : Musée Mémoire de la Route nationale 7[74]. Il avait été ouvert en 2003 dans la commune. On y trouvait d'anciens véhicules ayant fréquemment parcouru cette route à différentes époques, ainsi que des objets oubliés par des vacanciers distraits. Il ferme en 2006, mais rouvre ses portes le 1er juin 2009. À cause de la pandémie de Covid-19, l'association est dissoute en février 2021 et le patrimoine du musée est mis sous cocon par la municipalité en vue d'une éventuelle réouverture.

### Personnalités liées à la commune

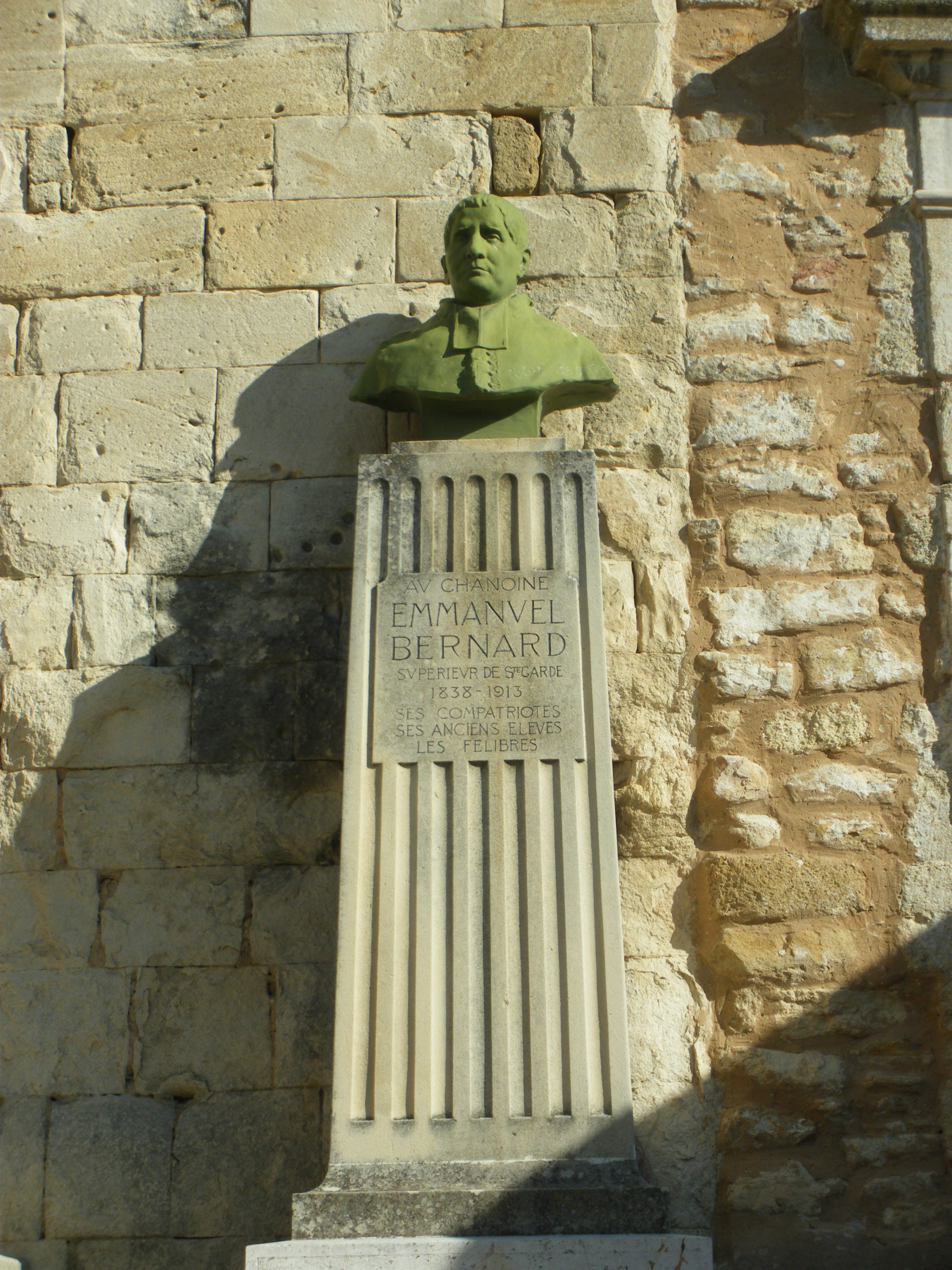
Buste du chanoine Emmanuel Bernard, perron église Saint-Pierre.

- André-Philippe Corsin (1773-1854), général d'Empire napoléonien et bienfaiteur de la ville. Le général Corsin, né et mort à Piolenc, maire de 1791 à 1792[75], a notamment donné à la commune son école publique, son réseau d'adduction d'eau.
- Jean-Louis Trintignant (1930-2022), réalisateur, acteur, scénariste est né à Piolenc.
- Le chanoine Emmanuel Bernard (1838-1913), écrivain de langue provençale et membre du félibrige, a écrit plusieurs pastorales, dont une « pastorale comique en trois actes ». Il a donné à la ville son école privée[76].
- Pierre Grillet (1932-2018), international français de football né à Piolenc
- Les Juste parmi les Nations de Piolenc :
  - Sidoine Clément
  - Yvonne Clément
- Michel Nikolaïevitch de Leuchtenberg (1905-1928), duc de Leuchtenberg, décède à Piolenc dans un accident de voiture en 1928. Il est enterré à Orange avec ses parents Nicolas Nikolaïevitch de Leuchtenberg (1868-1928) et Maria Nikolaïevna Grabbe.

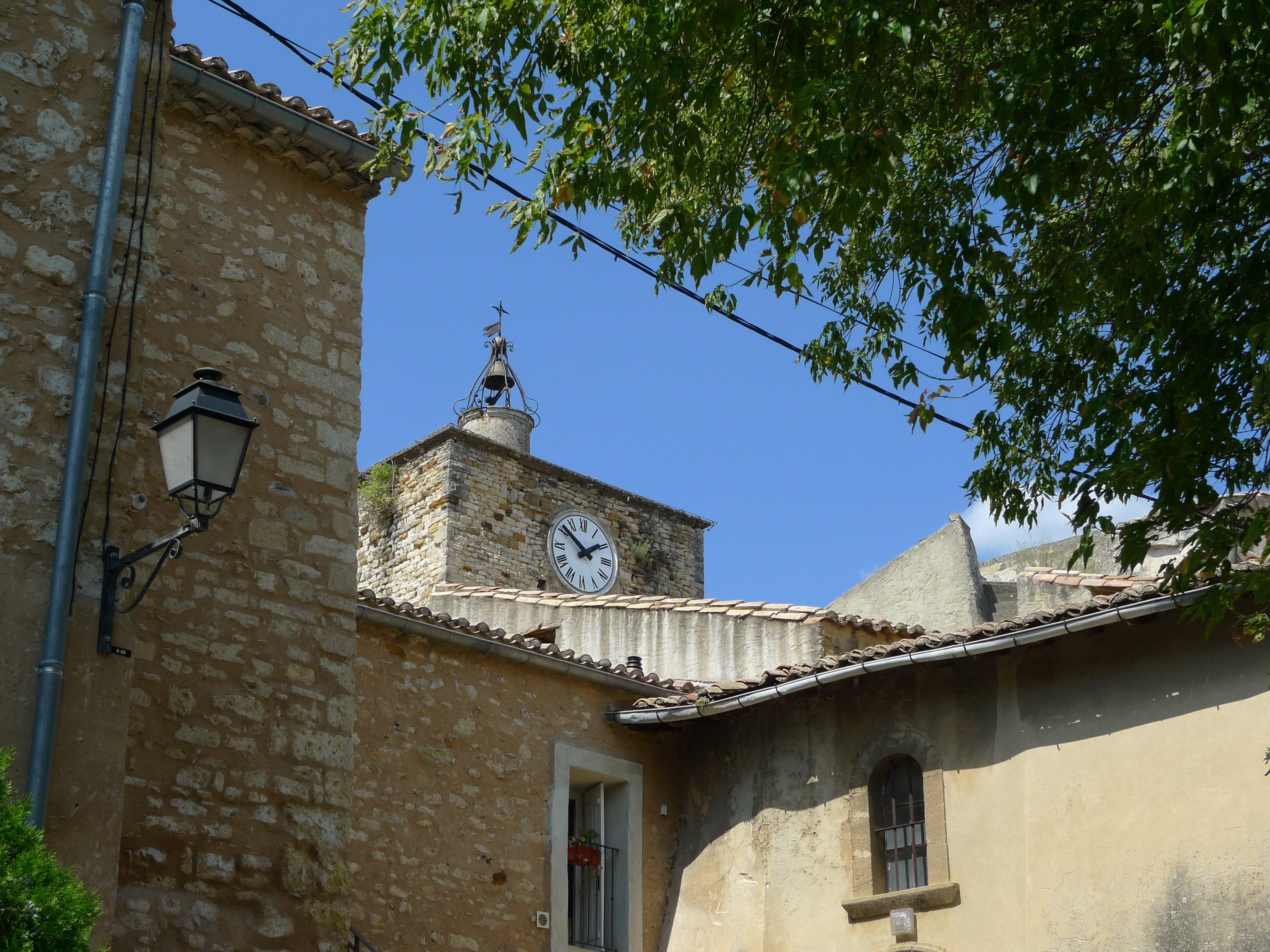
Un campanile au cœur du village.
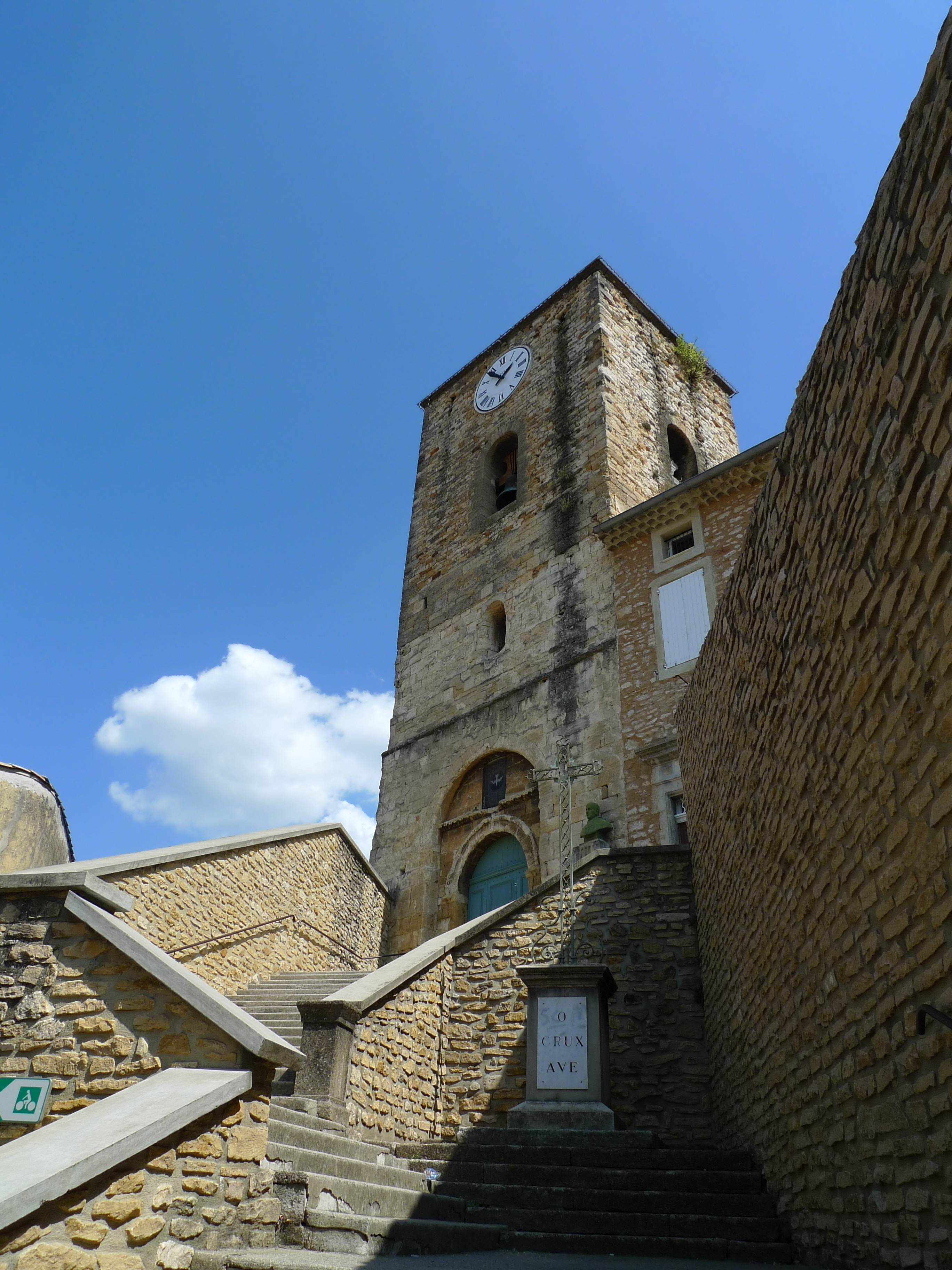
L'église Saint Pierre, une église réputée clunisienne.
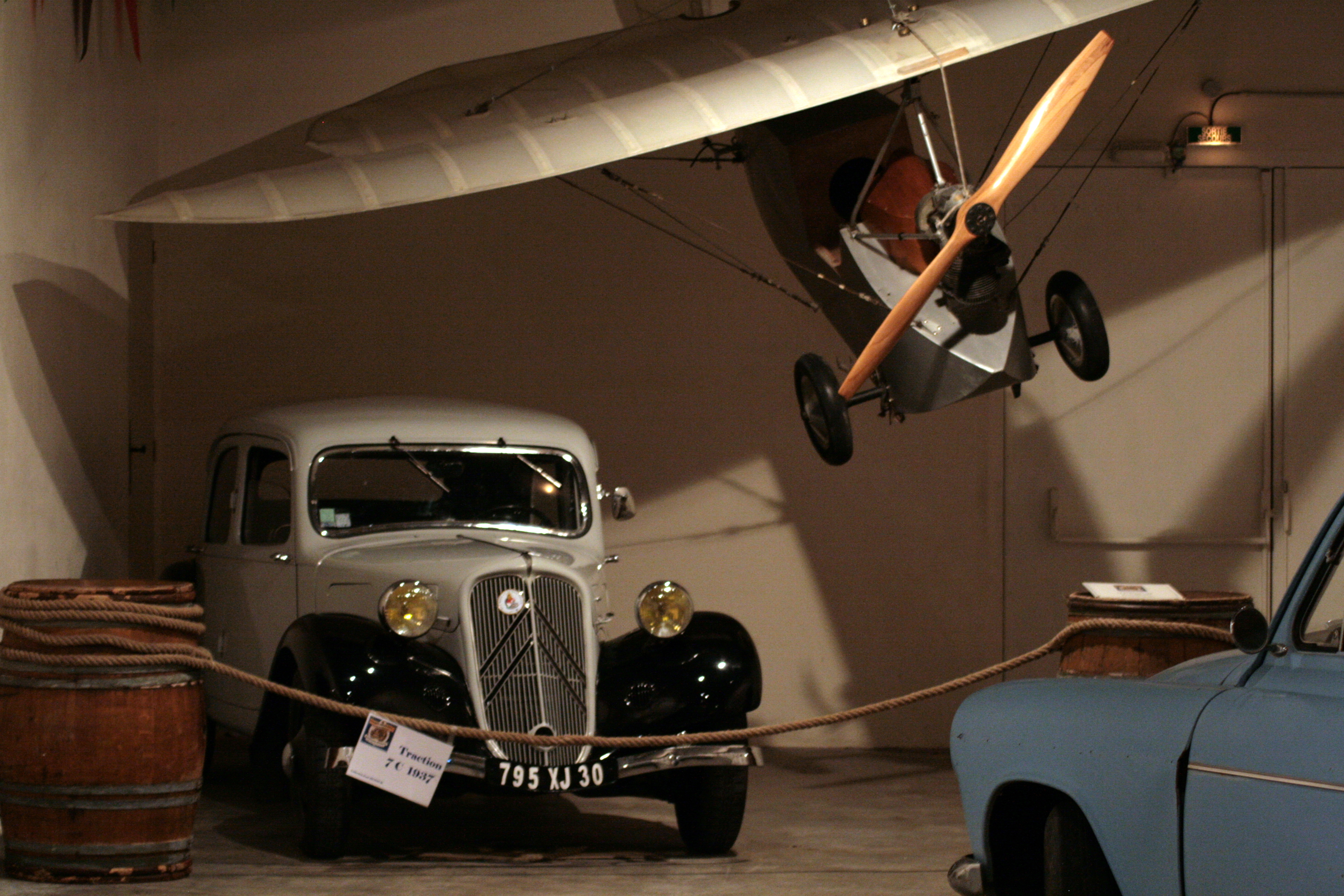
Le musée de la RN 7, un ensemble de collections privées à découvrir au château Simian.
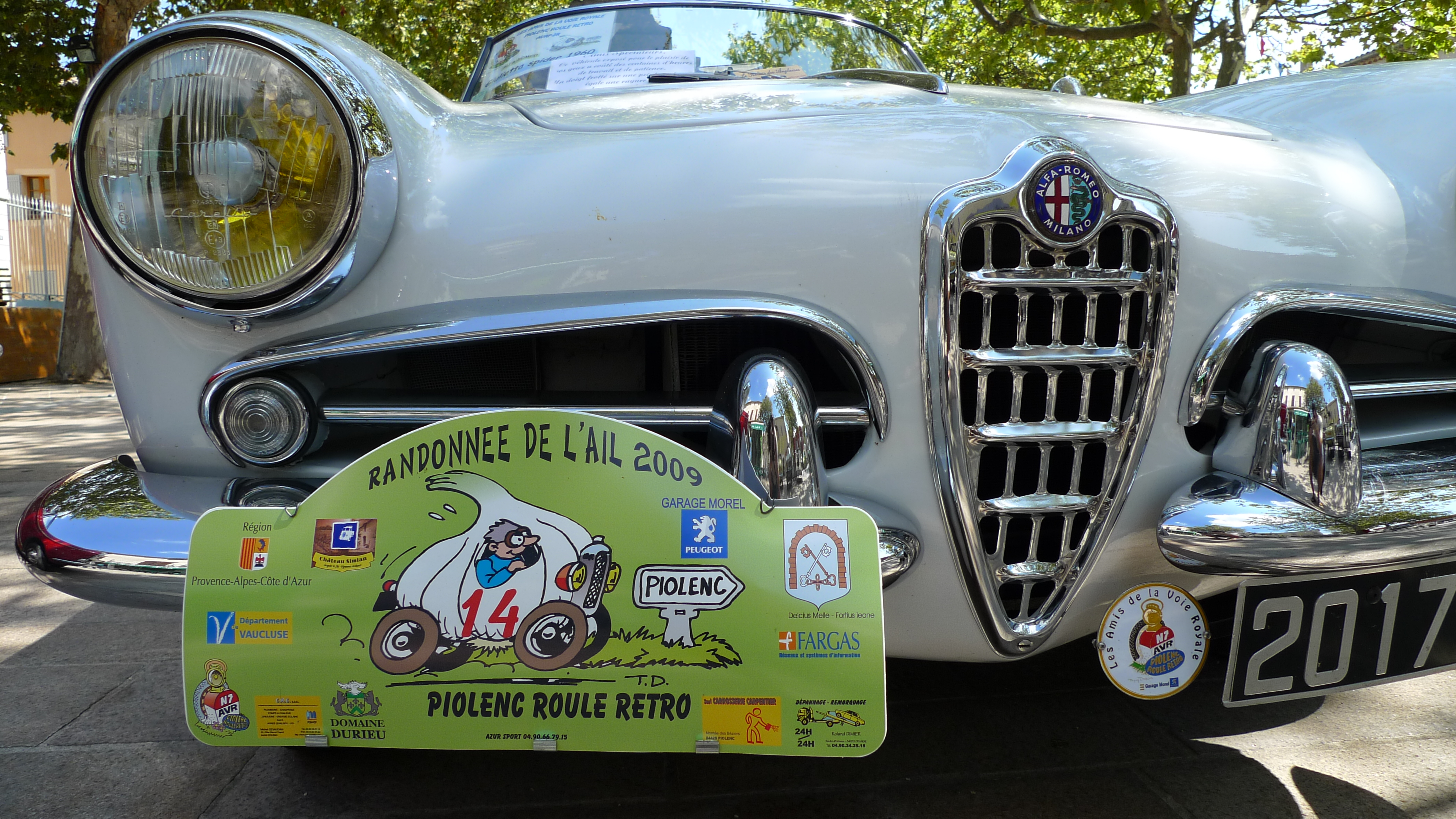
Des voitures anciennes se retrouvent régulièrement à Piolenc.
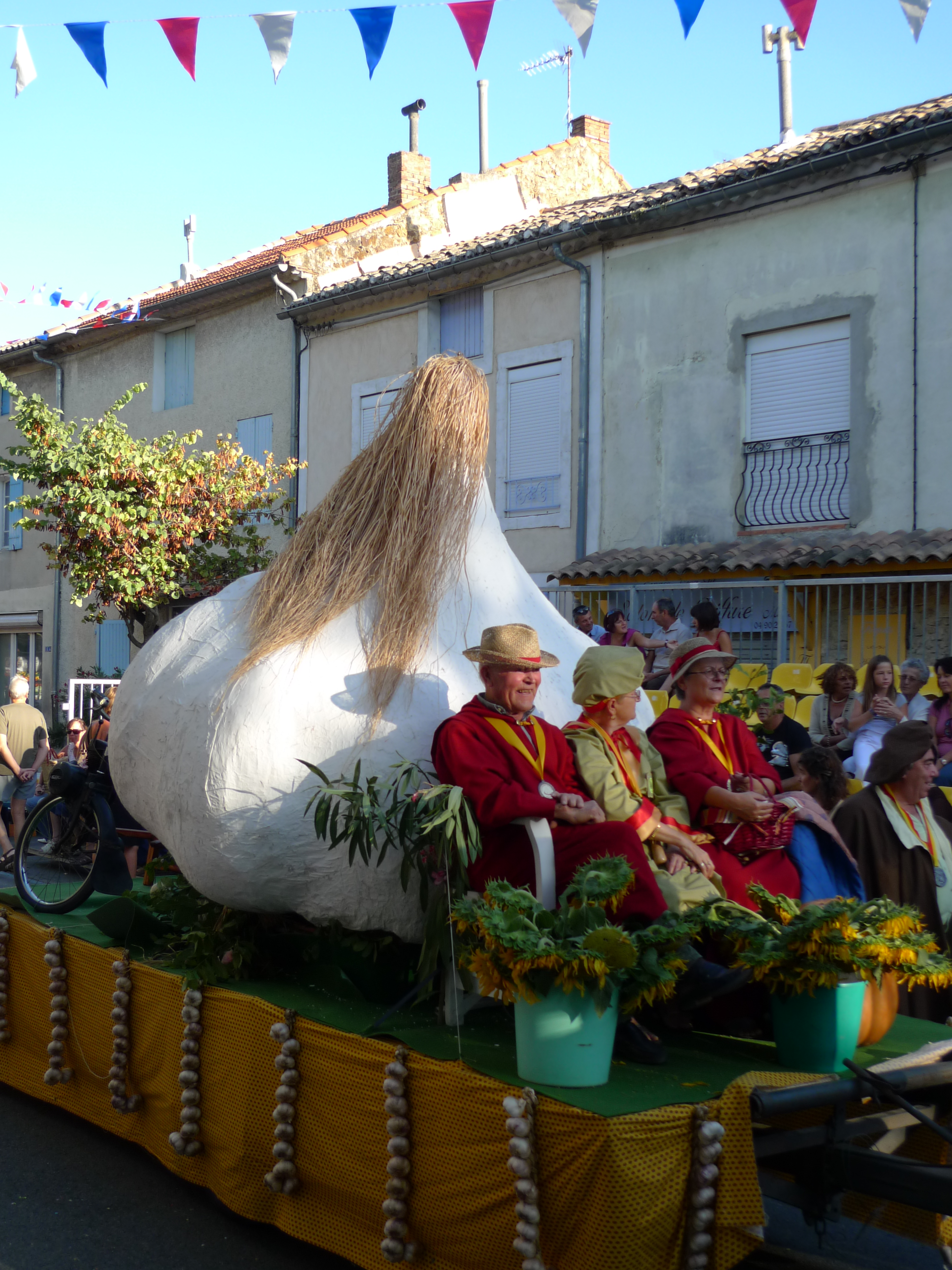
La Fête de l'ail est une institution à Piolenc et mobilise tout le village et associations.

### Héraldique
|  | Les armes peuvent se blasonner ainsi : D'azur avec une clef d'or et une clef d'argent liées et posées en sautoir, sous une arcature d'or maçonnée de sable. Les deux clefs des armoiries de Piolenc indiquent l'appartenance au Comtat Venaissin. La devise de la ville est « Dulcius Melle, Fortius Leone » : Doux comme le miel, Fort comme le lion. |